# Российско-финляндские отношения
Российско-финляндские отношения — двусторонние отношения между Россией и Финляндией.
С 1809 по 1917 годы территория Финляндии входила в состав Российской империи, обладая там обширной автономией, затем провозгласила свою независимость. Отношения между странами между двумя мировыми войнами были напряжёнными и вылились в Советско-финскую «зимнюю» войну 1939—1940 года, а затем — в выступление Финляндии на стороне стран Оси во время Великой Отечественной войны. После войны, однако, отношения потеплели, и с тех пор Финляндия и СССР, а затем РФ вели ровную политику добрососедства, интенсивно развивая торговые связи; в июне 2014 года министр иностранных дел России Сергей Лавров сказал, что отношения между Россией и Финляндией могут служить примером для других стран.

## Принадлежность территории Финляндии до XIX века
Западная часть Карельского перешейка уже с конца XIII века была шведским владением, захваченным Швецией у Великого Новгорода, что было закреплено Ореховским мирным договором 1323 года. Для защиты отнятых у русских территорий в 1293 году был основан Выборг.
Восточная часть перешейка и всё Приладожье на протяжении большей части своей истории относились к землям Новгорода. До конца XV века это была Карельская половина Вотской пятины Новгородской земли. В годы Ливонской войны Швеция захватила эти земли и правила ими до 1583 года. В ходе русско-шведской войны 1590—1593 годов их удалось вернуть (Тявзинский мирный договор, 1595), однако в Смутное время Западная Карелия, берега Ладоги и Невы были вновь захвачены шведами, что и закрепил Столбовский договор 1617 года. Мигрировавшие карелы поселились в Восточной Карелии и в районе Твери. На место ушедших русских и православных карел пришли шведы и немецкие колонисты, были переселены финноязычные лютеране — эвремейсы и савакоты.
Пётр I завоевал Ингерманландию, Западную Карелию, южную Финляндию в ходе Северной войны. В центре Ингерманландии была основана новая столица, Санкт-Петербург. Время Северной войны в Финляндии было наихудшим в её истории; позднее этот период был назван финскими историками Великим Лихолетьем (фин. isoviha — дословно «большая злоба», «великая ненависть»).

## В Российской империи

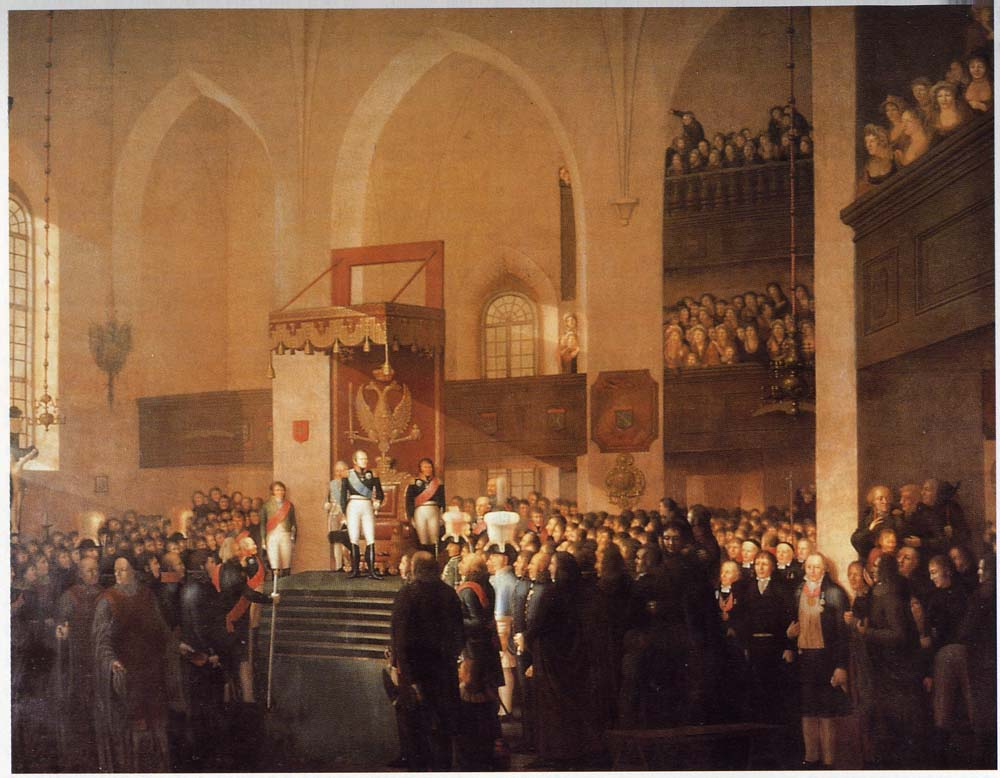
Александр I открывает Боргоский сейм в 1809 году

В 1809 году по Фридрихсгамскому мирному договору, завершившему последнюю русско-шведскую войну, Российская империя присоединила к себе всю территорию Шведской Финляндии. За сто с небольшим лет пребывания в составе Российской империи из бывшей шведской провинции Финляндия превратилась в  автономное государство со всеми присущими ему атрибутами. Великое княжество Финляндское обладало собственными органами власти, денежной единицей, армией, почтой и таможней. Государственным языком оставался шведский, а с 1863 года такой же статус приобрёл и финский язык. Все посты в администрации, за исключением должности генерал-губернатора, занимали местные уроженцы. Собранные в Великом Княжестве налоги тратились исключительно на нужды Финляндии. Власти империи старались не вмешиваться в финляндские дела. Как образно заметил в 1880-е годы один из депутатов народной партии Швеции: «Маленький финский лев, попав на широкую грудь русского орла, так окреп и вырос, что мы, оставившие его вам в виде хилого львёнка, не узнаём нашего бывшего вассала».
Никакой политики русификации вплоть до начала XX века не наблюдалось. Миграция в Великое Княжество русского населения была фактически запрещена. Более того, проживавшие в Финляндии русские находились в неравноправном положении по сравнению с коренными жителями. В довершение всего, 11 (23) декабря 1811 года в состав Великого Княжества была передана Выборгская губерния, включавшая в себя земли, отошедшие к России по мирным договорам 1721 и 1743 годов. В результате административная граница Финляндии вплотную придвинулась к Санкт-Петербургу.

## Выход Финляндии из состава Российской империи
Национальное движение за независимость Финляндии получило развитие в ходе Первой мировой войны при поддержке кайзеровской Германии, которая поддерживала многие антиправительственные движения стран Антанты, стремясь ослабить врагов изнутри.
Началась гражданская война в Финляндии, в которой красных финнов поддерживала Советская Россия, предоставившая оружие и красногвардейцев для совершения государственного переворота, а белофиннов — Германия. Белые призвали на помощь немецких интервентов. Перелом в войне произошел 15 марта 1918 года с началом наступления белых на Тампере.
3 апреля 1918 года на полуострове Ханко высадились германские войска — так называемая «Остзейская дивизия» численностью 12 тысяч человек под командованием генерала Рюдигера фон дер Гольца. Ещё один немецкий отряд численностью 3 тысячи человек высадился 7 апреля у города Ловийса. С их помощью белые финны сумели одержать победу над красными. 14 апреля был взят Хельсинки, 29 апреля пал Выборг.
Под давлением Германии 9 октября 1918 года Эдускунта избрала королём Финляндии шурина кайзера Вильгельма II — принца Фридриха Карла Гессен-Кассельского (в то время финская социал-демократическая партия, стремящаяся к провозглашению Финляндии республикой, была исключена из парламента), однако, в связи с поражением Германии в Первой мировой войне, уже 14 декабря 1918 года он вынужден был отказаться от трона. Финляндия была провозглашена республикой.

## 1918—1922

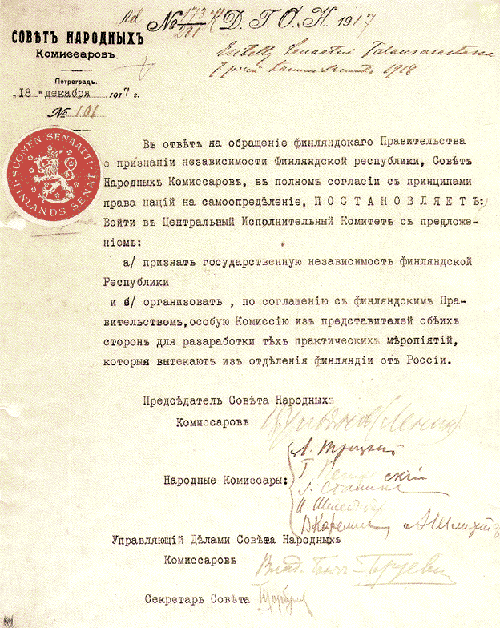
Постановление Совета Народных Комиссаров РСФСР о внесении в Всероссийский центральный исполнительный комитет предложения о признании независимости Финляндии

Отношения между провозглашённой Советской Россией и Финляндией в первые годы после отделения отличались неровностью, двойственностью. Вопрос об официальном признании Финляндией Советской России долгое время оставался «подвешенным в воздухе». С одной стороны, Финляндия оказалась убежищем для антисоветских сил, ведших борьбу за возврат власти, и признание новой РСФСР было бы воспринято этими силами как предательство. С другой стороны, РСФСР была единственным государством, которое признало независимую Финляндию; все остальные продолжали рассматривать Финляндию лишь как часть Российской империи, охваченной смутой.
Ещё в январе 1918 года на съезде в селе Ухта (ныне посёлок Калевала в Карелии) было принято постановление о необходимости создания Карельской республики, тогда же вооружённые отряды финских националистов вторглись на российскую территорию и заняли ряд местностей Восточной Карелии. 15 марта 1918 года белофинны взяли Ухту, а уже 18 марта прибывший туда из Хельсинки «Временный Комитет Восточной Карелии» объявил о присоединении Карелии к Финляндии.
5 мая 1918 года без объявления войны финские регулярные части под предлогом преследования отступающих «красных финнов» предприняли наступление на Петроград от Сестрорецка и вдоль Финляндской железной дороги, но к 7 мая были остановлены частями Красной гвардии и выбиты обратно за границу Выборгской губернии. После этой неудачи 15 мая правительство Финляндии официально объявило войну РСФСР и сформировало марионеточное Олонецкое правительство. 22 мая на заседании финского сейма депутат Рафаэль Вольдемар Эрих (будущий премьер-министр) заявил:

Финляндией будет предъявлен иск России за убытки, причинённые войной. Размер этих убытков может быть покрыт только присоединением к Финляндии Восточной Карелии и Мурманского побережья.

На следующий день после этого выступления Германия официально предложила свои услуги в качестве посредника по урегулированию между большевиками и финским правительством Маннергейма, 25 мая наркоминдел Г. В. Чичерин сообщил о согласии советской стороны.
К концу мая 1918 года прогерманское финское правительство взяло под контроль уже всю территорию бывшего Великого княжества Финляндского. Восточная Карелия оказалась театром длительных, то затухавших, то разгоравшихся боевых действий. 23 апреля 1919 года финны захватили Олонец и подошли к Петрозаводску, в мае-июне продолжили наступление на район Лодейного Поля и переправились через Свирь.
До середины 1919 года Финляндия использовалась для формирования антибольшевистских войск. В январе 1919 года в Гельсингфорсе был создан «Русский политический комитет» под председательством кадета А. В. Карташёва. Нефтепромышленник Степан Георгиевич Лианозов, взявший на себя финансовые дела комитета, получил в финских банках около 2 миллионов марок на нужды будущей северо-западной власти. Организатором военной деятельности был Юденич, планировавший создание единого Северо-западного фронта против большевиков, базирующегося на прибалтийские самопровозглашённые государства и Финляндию, при финансовом и военном содействии англичан. Поддержку Юденичу оказывал Маннергейм.
Однако после смены правительства в 1919 году Финляндия взяла курс на нормализацию отношений с советской Россией, пусть и весьма неуверенно. Президент К. Ю. Стольберг запретил формирование военных подразделений русского «белого движения» на территории Финляндии, тогда же был окончательно похоронен план совместного наступления белых и финской армии на Петроград. Эти события шли в общем русле взаимного признания и урегулирования отношений Советской России с новыми независимыми государствами — аналогичные процессы уже прошли в Прибалтике. Попытавшийся провести наступление собственными силами, опиравшимися на Эстонию, Юденич потерпел поражение. В июле 1920 года финнов удалось выбить с большей части восточной Карелии. Наконец, 14 октября 1920 года в Эстонии был подписан Тартуский мирный договор между Советской Россией и Финляндией. Договор установил государственную границу между странами, причём на севере Финляндии был передан Печенгский край и часть полуострова Рыбачий (так называемый Печенгский коридор), при этом за Россией сохранилось право транзита через эту территорию, а за финскими судами — право прохода по Неве. Часть приграничных территорий, примыкавших к Баренцеву морю, Ладожскому озеру и Финскому заливу, были объявлены демилитаризованной зоной.
Однако 6 ноября 1921 года финские войска снова вторглись в восточную Карелию и захватили часть её территории до линии Кестеньга — Суомуссалми — Ругозеро — Паданы — Поросозеро. Только к середине февраля 1922 года восточная Карелия была полностью освобождена от финских войск.

## 1922—1938

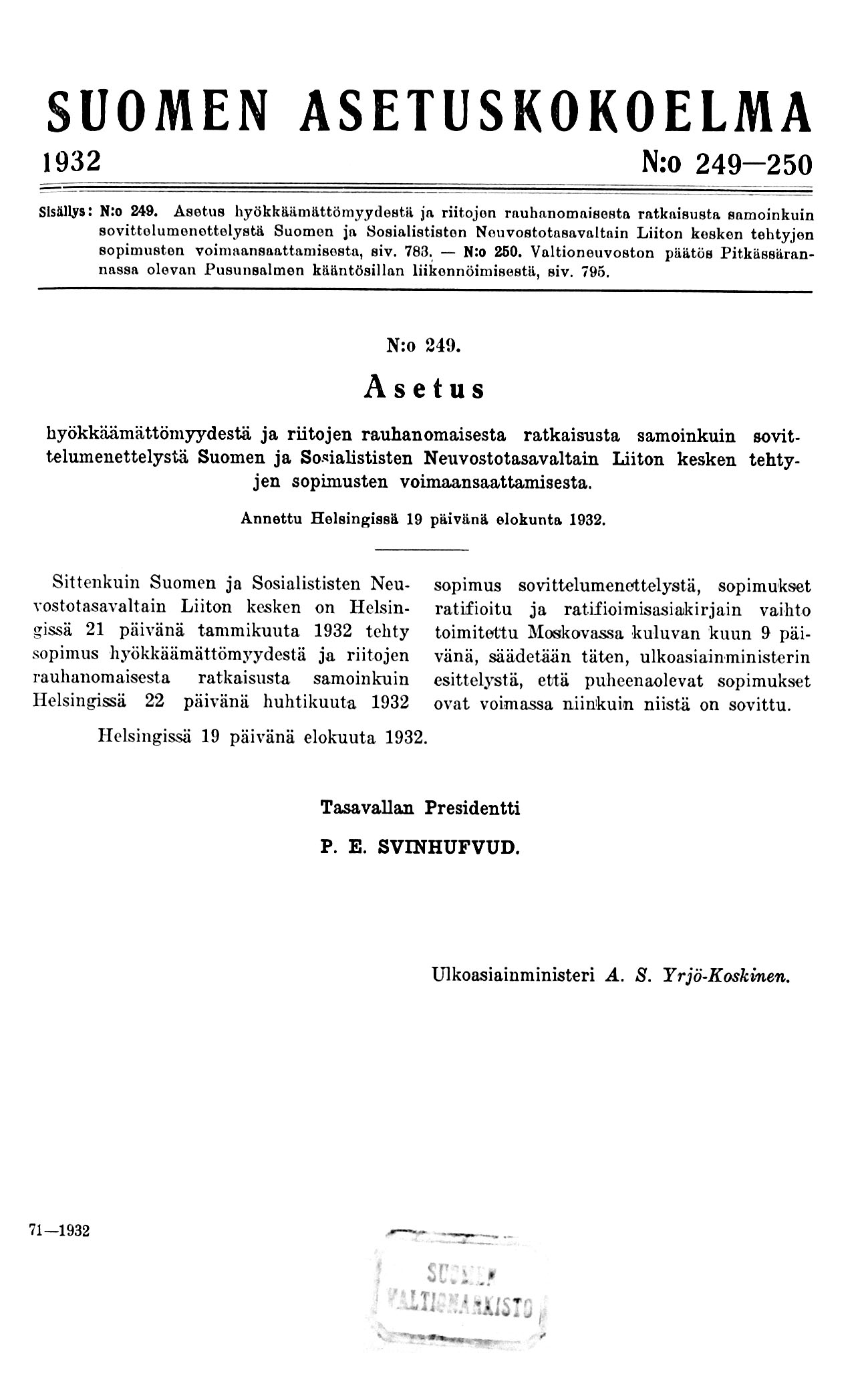
Договор о ненападении между Финляндией и Советским Союзом (1932)

Отношения между Финляндией и СССР в период между двумя мировыми войнами оставались холодными и напряжёнными. В 1932 году в Финляндии была запрещена деятельность коммунистической партии. После прихода нацистов к власти в Германии финны сохранили дружественные отношения с Германией. Нацистская Германия изначально рассматривала СССР как возможного военного противника, вследствие чего на Финляндию смотрели, главным образом, как на возможного будущего военного союзника Германии. В 1932 году СССР и Финляндия подписали Договор о ненападении. В 1934 году этот договор был продлён на 10 лет.
В то же время Финляндия в начале 1930-х годов заключила секретные соглашения с прибалтийскими государствами и Польшей о совместных действиях в случае войны одной или нескольких стран с СССР.
С каждым годом позиция правящих кругов Финляндии в отношении СССР становилась всё более враждебной, по этому поводу 27 февраля 1935 года в беседе с посланником Финляндии в СССР А. С. Ирьё-Коскиненом, М. М. Литвинов отмечал что: «Ни в одной стране пресса не ведет так систематически враждебной нам кампании, как в Финляндии. Ни в одной соседней стране не ведется такая открытая пропаганда за нападение на СССР и отторжение его территории, как в Финляндии».

## Переговоры Ярцева в 1938—1939
Переговоры были начаты по инициативе СССР, первоначально они велись в секретном режиме, что устраивало обе стороны: Советский Союз предпочитал официально сохранять «свободу рук» в условиях неясной перспективы в отношениях с западными странами, а для финских официальных лиц оглашение факта переговоров было неудобно с точки зрения внутренней политики, так как население Финляндии в основном негативно относилось к СССР.
14 апреля 1938 года в Хельсинки, в посольство СССР в Финляндии прибывает второй секретарь Борис Ярцев. Он встречается сразу с министром иностранных дел Рудольфом Холсти и объясняет позицию СССР. Правительство СССР уверено, что Германия планирует нападение на СССР и в эти планы входит боковой удар через Финляндию. Поэтому отношение Финляндии к возможной высадке немецких войск так важно для СССР. Красная армия не будет ждать на границе, если Финляндия позволит высадку. С другой стороны, если Финляндия окажет немцам сопротивление, СССР окажет ей военную и хозяйственную помощь, поскольку Финляндия не способна сама отразить немецкую высадку.
В течение пяти последующих месяцев он проводит многочисленные беседы, в том числе с премьер-министром Каяндером и министром финансов Вяйнё Таннером. Гарантий финской стороны в том, что Финляндия не позволит нарушить свою территориальную неприкосновенность и вторгнуться в Советскую Россию через её территорию было недостаточно для СССР. СССР требовал секретного соглашения, прежде всего, при нападении Германии участвовать в обороне финского побережья, строительства укреплений на Аландских островах и получить военные базы для флота и авиации на острове Гогланде (фин. Suursaari). Территориальных требований не выдвигалось. Финляндия отвергла предложения Ярцева в конце августа 1938-го.
В марте 1939 года СССР официально заявил, что желает арендовать на 30 лет острова Гогланд, Лаавансаари (ныне Мощный), Тютярсаари (ныне Большой Тютерс), Сейскари (ныне Сескар). Уже позже в качестве компенсации предложили Финляндии территории в Восточной Карелии.
К. Маннергейм был готов отдать острова, так как их невозможно было оборонять или использовать для охраны Карельского перешейка. Переговоры были прекращены безрезультатно 6 апреля 1939 года.
23 августа был заключён Договор о ненападении между Германией и Советским Союзом. По секретному дополнительному протоколу к Договору Финляндия была отнесена к сфере интересов СССР.

## Вторая мировая война
1 сентября 1939 года, после немецкого нападения на Польшу, началась Вторая мировая война. 17 сентября СССР ввёл войска в Польшу.

### Московские переговоры о границе с Финляндией
5 октября 1939 финские представители были приглашены в Москву для переговоров «по конкретным политическим вопросам». Переговоры проходили в три этапа: 12-14 октября, 3-4 ноября, и 9 ноября. Первый раз Финляндию представлял посланник, государственный советник Ю. К. Паасикиви, посол Финляндии в Москве Аарно Коскинен, чиновник министерства иностранных дел Йохан Нюкопп и полковник Аладар Паасонен. Во второй и третьей поездке уполномоченным вести переговоры наряду с Паасикиви был министр финансов Вяйнё Таннер. В третьей поездке добавился государственный советник Р. Хаккарайнен.
Последний вариант соглашения, представленный советской стороной финской делегации в Москве, выглядел следующим образом:
1. Финляндия передаёт СССР часть Карельского перешейка.
2. Финляндия соглашается сдать в аренду СССР сроком на 30 лет полуостров Ханко для постройки военно-морской базы и размещения там четырёхтысячного воинского контингента для её обороны.
3. Советскому военному флоту предоставляется порты на полуострове Ханко в самом Ханко и в Лаппохья[фин.]
4. Финляндия передаёт СССР острова Гогланд, Лаавансаари (ныне Мощный), Тютярсаари, Сейскари.
5. Существующий советско-финляндский пакт о ненападении дополняется статьёй о взаимных обязательствах не вступать в группировки и коалиции государств, враждебные той или другой стороне.
6. Оба государства разоружают свои укрепления на Карельском перешейке.
7. СССР передает Финляндии территорию в Карелии общей площадью вдвое больше полученной финской (5 529 км²).
8. СССР обязуется не возражать против вооружения Аландских островов собственными силами Финляндии.

СССР предложил обмен территориями, при котором Финляндия получила бы более обширные территории в Восточной Карелии в Реболах и в Пораярви. Это были территории, которые провозгласили независимость и пытались присоединиться к Финляндии в 1918—1920 годах, но по Тартускому мирному договору остались за Советской Россией. Государственный совет не пошёл на сделку, так как общественное мнение и парламент были против. Советскому Союзу было предложены лишь ближайшие к Ленинграду территории в Териоках и Куоккала, углублённые в советскую территорию. Переговоры прекратились 9 ноября 1939.
Ранее подобное предложение было сделано прибалтийским странам и они согласились предоставить СССР военные базы на своей территории. Финляндия выбрала другое: 10 октября из резерва призывают солдат на внеплановые учения, что означало полную мобилизацию.
Как по собственной инициативе, так и по настоянию Великобритании, Франции и США, Финляндия заняла максимально неуступчивую позицию. Среди союзников особенно усердствовала Великобритания, рекомендуя не останавливаться даже перед войной — британские политики рассчитывали, что осложнение советско-финских отношений приведёт к конфронтации СССР и Германии, на что была направлена западная политика со времени Мюнхенского сговора. Поддерживаемые Великобританией, Францией и США, финские политики были в полной уверенности, что СССР не решится на военное решение вопроса и при достаточно жёсткой позиции Финляндии рано или поздно согласится на уступки.
Финские военные высоко оценивали свои оборонительные возможности и считали, что Красная Армия недостаточно сильна и организована для вступления в войну. Политики рассчитывали на помощь союзников (Великобритании, Франции, США, Германии и скандинавских стран), они были уверены, что СССР ведёт лишь «войну нервов», и после всех грозных заявлений всё-таки смягчит требования. Уверенность финнов была столь велика, что в конце октября — начале ноября уже разрабатывались планы демобилизации. Советское правительство, уверенное в своей армии, полагая Финляндию заведомо слабейшей и зная, что дальше словесного осуждения западные державы, втянутые уже в мировую войну, не пойдут, рассчитывало запугать финнов угрозой войны или, в крайнем случае, провести короткую победоносную войну и добиться своего силой. Сосредоточение войск на границе завершилось к концу ноября.
Камнем преткновения стал вопрос о военной базе на полуострове Ханко, поскольку позиции сторон были жёсткими и диаметрально противоположными: СССР не желал отказываться от требования, а Финляндия категорически не желала на него соглашаться. Предложение обмена территориями также было встречено негативно: хотя и предлагалось обменять Карельский перешеек на вдвое бо́льшую территорию, богатую лесом, но Карельский перешеек был хорошо освоенной и используемой в сельскохозяйственных целях землёй, а предлагаемая в обмен территория практически не имела инфраструктуры. Кроме того, уступка даже части Карельского перешейка снижала оборонительные возможности Линии Маннергейма. Советские предложения не были приняты финской делегацией даже после того, как в конце октября газета «Правда» опубликовала заявление Молотова, в котором, в частности, говорилось, что Советский Союз может применить силу, если Финляндия не смягчит свою позицию.
Достигнуть соглашения так и не удалось, 13 ноября переговоры были прерваны и финская делегация отбыла из Москвы.

### Советско-финская война

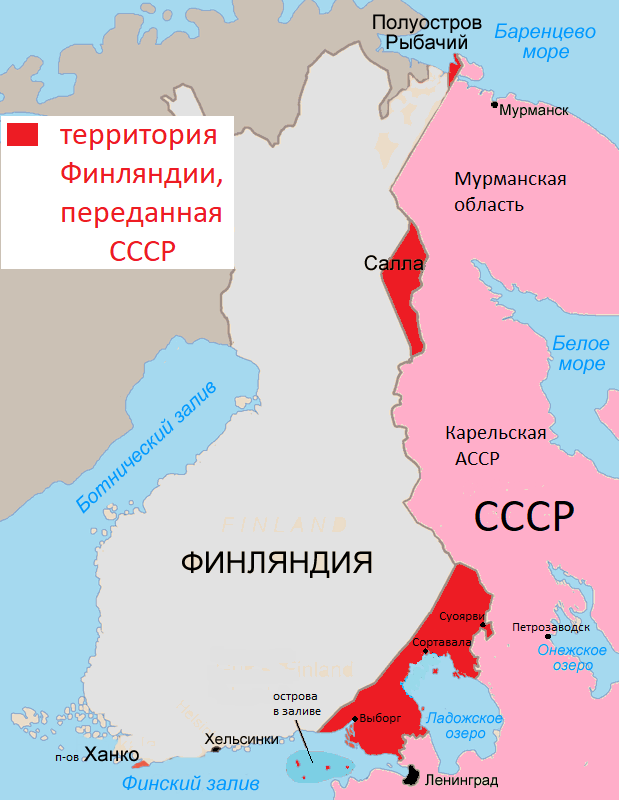
Территории, уступленные Финляндией СССР, а также арендованные СССР по Московскому договору 1940 г.

СССР объявил войну Финляндии 30 ноября 1939, и война продолжалась до 12 марта 1940 года. На переговорах в начале марта 1940 года была достигнута договорённость о прекращении боевых действий в обмен на значительные уступки со стороны Финляндии. Советские войска закончили войну в Выборге. По условиям Московского мирного договора к СССР отошёл Карельский перешеек, Выборг, Сортавала, ряд островов в Финском заливе, часть финской территории с городом Куолаярви, часть полуостровов Рыбачий и Средний. В границах СССР полностью оказалось Ладожское озеро. Область Петсамо, занятая советскими войсками в ходе войны, была возвращена Финляндии для снабжения Германии никелем. Кроме того, СССР получил в аренду часть полуострова Ханко сроком на 30 лет для оборудования там военно-морской базы.

### 1941—1944
В первые дни Великой Отечественной войны Финляндия заявила о нейтралитете, однако в то же время нарушила свои же собственные, данные ранее, обязательства и повела враждебные СССР действия уже с 22 июня 1941 года. Именно 22 июня, в первый же день Великой Отечественной войны, Финляндия провела ремилитаризацию Аландских островов, высадив на них свои войска, а также блокировала советскую базу на полуострове Ханко. Непосредственные боевые действия против Ханко финские войска начали 25 июня (после официального вступления Финляндии в войну), однако уже с 22 июня блокировали сухопутное снабжение базы. Кроме того, уже с 22 июня финские ВМС повели боевые действия против СССР — финские подлодки поставили мины в советских водах, а финские порты были предоставлены для базирования немецких легких боевых кораблей, которые начали свои действия из этих портов тогда же, 22 июня. Финские ВВС также начали непосредственные боевые действия против СССР прямо 22 июня — финские самолёты-разведчики вели полёты над советской территорией (разведданными финны делились с немцами), финский транспортный самолёт высадил группу финских диверсантов в район Мурманской железной дороги, а звено финских истребителей летало на сопровождение немецких бомбардировщиков над советской территорией (вернулись без боя, однако факт залёта истребителей с боевым заданием на советскую территорию был). Кроме того, Финляндия предоставила немцам свои аэродромы, с которых немцы осуществляли разведывательные и бомбардировочные вылеты. Учитывая действия немецких сил с территории Финляндии, советские ВВС провели бомбардировку финской территории. Однако, кроме военных объектов, использовавшихся немцами, советские бомбардировщики также сбросили бомбы и на гражданские кварталы финских городов, что дало повод финнам заявить о «неспровоцированной агрессии». 25 июня Финляндия объявила о вступлении в войну против СССР.
Финляндия вела согласованные с Германией (например, наступление на реку Свирь было частью совместного с немцами плана, и имело конечной целью встречу с немецкими войсками и замыкание полной блокады Ленинграда) боевые действия в 1941 году. Финские войска пытались перейти линию старой границы 1922—1940 годов, и продвинуться далее (непосредственно к Ленинграду и восточнее — на реку Свирь), однако в напряжённых боях были остановлены на рубеже Карельского укрепрайона и отброшены от района Свири к линии старой границы. Финны захватили также некоторые исконно советские территории, никогда не бывшие финскими (например, — город Петрозаводск, в котором финны устроили 11 концлагерей). На севере финские войска (2 дивизии) совместно с немцами проводили наступление на Мурманск и Кандалакшу. Оба наступления были остановлены советскими войсками. После этого война перешла в позиционное противостояние до 1944 года. Финские войска принимали участие в блокаде Ленинграда, их авиация бомбила «Дорогу жизни» (кроме того, на Ладожском озере действовала совместная финно-итало-германская флотилия катеров). К июню 1944 года советские войска подготовили контрнаступление на советско-финском фронте с целью отбросить финнов от Ленинграда и принудить Финляндию к выходу из войны. 10 июня 1944 года началась Выборгско-Петрозаводская операция, 20 июня советские войска освободили Выборг. 28 июня освободили от финнов Петрозаводск. Финляндии удалось стабилизировать фронт только на третьей, последней, линии обороны Выборг — Купарсаари — Тайпале. После этого обе стороны перешли к обороне.
Ещё до советского контрнаступления, в самом начале (феврале) 1944 года финское правительство пробовало начать переговоры о мире с СССР через советского посла в Швеции Коллонтай. Однако тогда финнов не устроили предложенные советские условия. В августе, после советского наступления, в Финляндии сменилось правительство, а страна оказалась на грани экономического краха. Опять были начаты переговоры о мире, и в этот раз финны приняли советские условия. Боевые действия были прекращены 4 сентября, а 19 сентября в Москве было подписано соглашение о перемирии. Полноценный мирный договор был подписан в 1947 году.

## 1945—1991

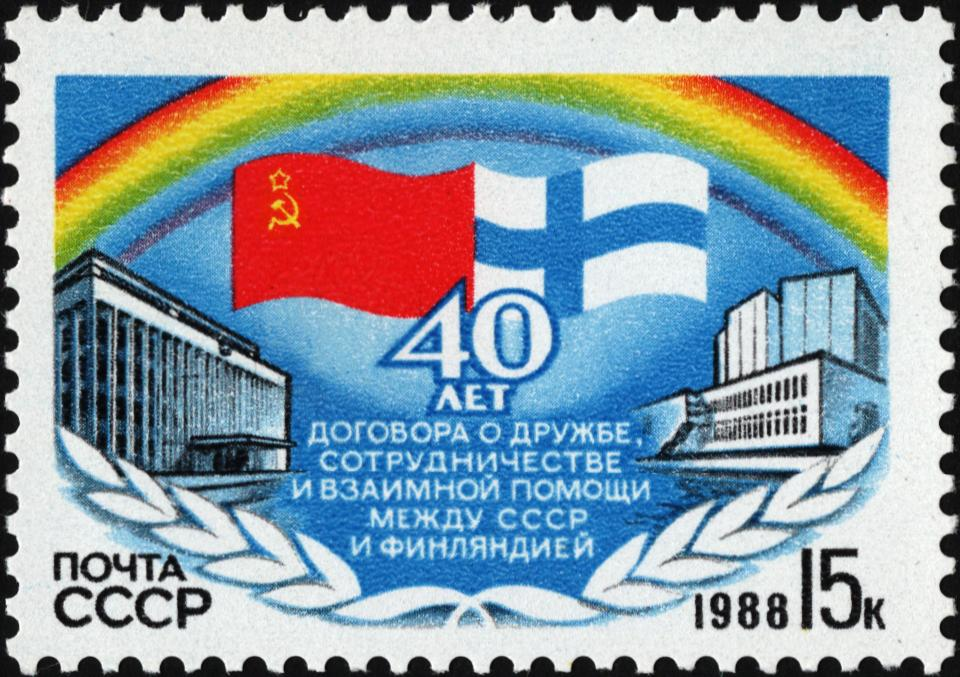
Почтовая марка СССР 1988 года, посвящённая 40-летию подписания ДСП-договора

10 февраля 1947 года Финляндия подписала Парижский мирный договор. Как страна-союзница нацистской Германии, участвовавшая в войне против СССР, Великобритании и других стран антигитлеровской коалиции, Финляндия выплачивала крупную контрибуцию, отказывалась от претензий на уступленные после Зимней войны территории, а также уступала СССР территорию Петсамо (ныне Печенга) и острова в Финском заливе. Дополнительные условия мира подразумевали, что Финляндия после войны обязуется запретить все профашистские и пронацистские партии, а также снять запрет с деятельности коммунистических партий. По итогам переговоров СССР отказался от претензий на полуостров Ханко, где располагалась военная база, и арендовал военно-морскую базу в районе полуострова Порккала на побережье Балтийского моря. К 1952 году Финляндия выплатила контрибуцию, а через четыре года СССР возвратил финнам Порккалу.
Основой внешней политики в отношении СССР стал заключённый 6 апреля 1948 года Договор о дружбе, сотрудничестве и взаимной помощи между СССР и Финляндией. Этот трактат требовал от Финляндии нейтралитета и признания особых стратегических интересов СССР. Взамен Финляндия могла в границах этой зависимости стать демократическим государством с рыночной экономикой и с известной свободой слова. Финляндия также не вступила в НАТО, сохранив нейтралитет.
Между двумя странами действовала система клиринговых платежей (объёмы импорта и экспорта должны были быть одинаковыми).
Россия после распада СССР стала наследницей советских долгов перед Финляндией, составивших 600 млн евро. В 2006 году был подписан договор между двумя странами о погашении долгов бывшего Советского Союза. Свой долг Россия погашала как в денежной формой, так и поставками товаров и услуг. Осенью 2013 года Россией был произведён последний платёж в размере 5,7 млн евро. 3 октября 2013 года Правительство Финляндии официально объявило о погашении Россией долгов бывшего СССР перед Финляндией.

## Современное состояние

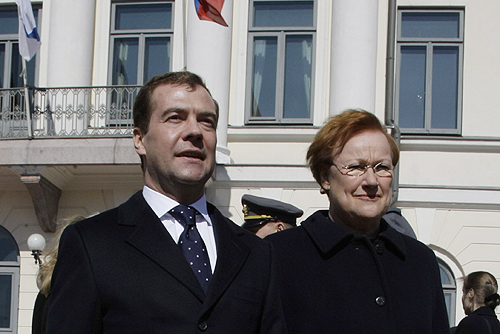
Президент России Дмитрий Медведев с Президентом Финляндии Тарьей Халонен во время государственного визита в Финляндию, 20 апреля 2009 года

После распада СССР, Россия и Финляндия 20 января 1992 заключили Договор между Российской Федерацией и Финляндской Республикой об основах отношений, действующий и в настоящее время.
Современные отношения России и Финляндии носят характер экономического сотрудничества. Государственная граница не определена и пока проходит по границе бывшего СССР. В постсоветский период в стране значительно увеличилась русскоязычная диаспора (Русские в Финляндии), достигнув в 2007 г. по оценкам 50 тыс. человек (около 1 % населения страны). Также более трёх миллионов граждан России (по данным на начало 2013 года) ежегодно наносят визиты (в основном туристические, а также экономические) через российско-финскую границу.
За годы так называемой «финляндизации» экономика Финляндии «привыкла» к определённому профилю сотрудничества с СССР, который экспортировал в страну дешёвое сырьё (нефть, древесина и др.), а взамен получал готовую продукцию с высокой надбавленной стоимостью (бумага, нефтехимикаты и др.). Но с конца 1990-х, при поддержке правительства РФ, экономика России взяла курс на последовательный отход от примитивной экспортно-сырьевой базы с целью ослабить зависимость страны от мировых цен на нефть и повысить её конкурентоспособность за счёт развития высококачественных производств. Финская экономика оказалась не готова к такому развитию событий, что вызвало неоднократные трения с финской стороной, стремящейся сохранить статус-кво. Параллельно, с развитием институтов частной собственности в РФ, возник вопрос о восстановлении права собственности на землю, финнов, депортированных с территорий Карелии, переданных СССР по Парижскому мирному договору 1947 года. Также, из-за ограниченных ресурсов Финляндия считает проблематичным для себя российское решение о расширении пограничной зоны России с Финляндией в шесть раз с 5 до 30 км. С 2012 по 2016 годы доля финского экспорта в Россию снизилась на 44 %, что связывают с понижением российской покупательной способности.
25 февраля 2014 года в Хельсинки главой «Росатома» Сергеем Кириенко и министром экономики Финляндии Яном Вапаавуори было подписано российско-финляндское межправительственное соглашение в области ядерной энергетики.
2 марта 2014 года в связи с аннексией Крыма состоялось экстренное совещание президента Финляндии Саули Нийнистё и правительственной комиссии по вопросам внешней политики и безопасности. На пресс-конференции по результатам совещания Нийнистё заявил, что «действия России на Украине, судя по всему, противоречат международному праву». Вместе с тем, Нийнистё подчеркнул, что важно сохранить диалог между Европейским союзом и Россией. Запланированная на 3 марта встреча министра обороны Финляндии Карла Хаглунда с министром обороны России Сергеем Шойгу была отложена. Министр иностранных дел Финляндии Эркки Туомиоя заявил, что суть крымского кризиса — не в том, какие силы и сколько военных в Крыму, а сам факт того, что «часть суверенной страны оказалась под контролем другого государства». Относительно путей выхода из сложившейся ситуации Туомиоя сказал, что это должны быть широкомасштабные переговоры, с участием Совета Европы и ОБСЕ, при этом надо искать такое решение, которое «не подразумевает победу одних и поражение других».
В том же году Финляндия, как член Европейского союза, присоединилась к экономическим и политическим санкциям в связи с событиями в Крыму и на востоке Украины, введённым в отношении России и ряда российских и украинских лиц и организаций, которые, по мнению международных организаций и отдельных государств, были причастны к дестабилизации ситуации на Украине. Россия 6 августа 2014 года ввела ответные санкции, которые, по мнению специалистов, могут очень сильно ударить по экономике Финляндии; в особо тяжёлое положение попала компания Valio. 15 августа в Сочи состоялась встреча президентов Финляндии и России, Саули Нийнистё и Владимира Путина, на ней обсуждались негативные тенденции, наметившиеся в российско-финляндских двустороннем сотрудничестве. По мнению Путина, в результате нынешних санкций ЕС «под угрозой оказался весь комплекс российско-финских торгово-инвестиционных связей». Санкции ЕС и контрсанкции России привели к существенному сокращению объёмов торговли между двумя странами; так, в январе 2015 года по сравнению с январем 2014 года экспорт Финляндии в Россию упал на 43 %, а импорт из России в Финляндию — на 36 %.

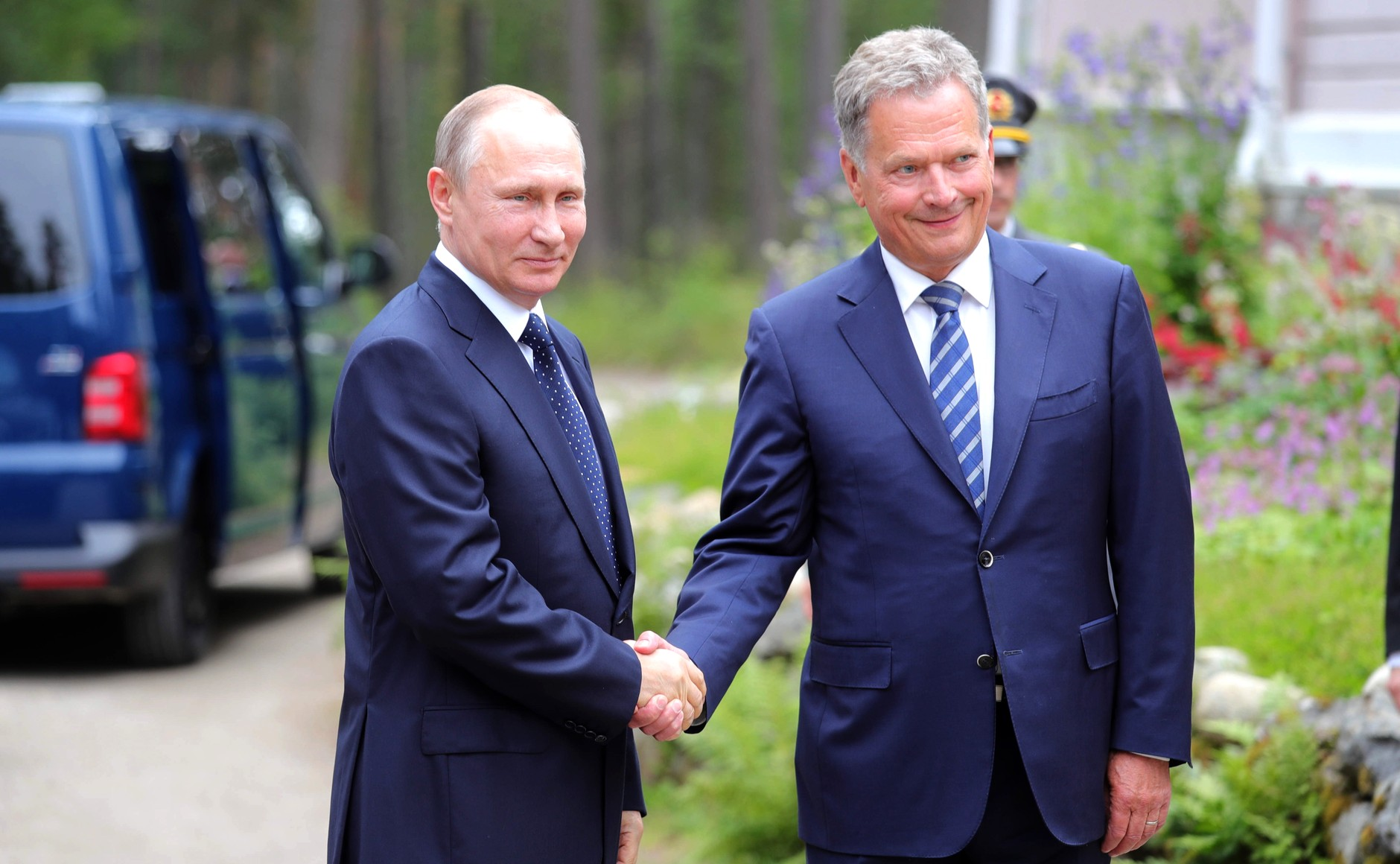
Президент России Владимир Путин с Президентом Финляндии Саули Ниинистё. Пункахарью, 27 июля 2017 года

В июле 2015 года отношения между странами ухудшились в связи с отказом Финляндии выдать въездные визы председателю Госдумы РФ Сергею Нарышкину и ещё пятерым членам российской делегации, которые должны были принять участие в сессии Парламентской ассамблеи ОБСЕ (5—9 июля, Хельсинки). Финская сторона объяснила своё решение тем, что члены делегации, не получившие визы, находятся в санкционном списке Евросоюза. Российская делегация в знак протеста приняла решение не принимать участия в сессии ПА ОБСЕ в полном составе. Посол Финляндии в России Ханну Химанен был вызван в МИД РФ, где ему было заявлено, что действия Финляндии расцениваются «как откровенно недружественные, не соответствующие принципам добрососедства и наносящие ущерб российско-финляндским отношениям».
1 июля 2016 года Владимир Путин посетил резиденцию главы Финляндии в городе Наантали. Путин отметил важность диалога с финским президентом с учётом событий в Европе и в мире.
9 декабря 2016 года в Оулу состоялась встреча премьер-министров Финляндии и России, Юхи Сипиля и Дмитрия Медведева. Основной темой переговоров стало расширение российско-финляндского экономического сотрудничества. В частности, обсуждались проекты прокладки телекоммуникационного кабеля вдоль Северного морского пути и прокладки газопровода «Северный поток — 2».

### Сложности
Китай и Россия подозреваются в крупномасштабном шпионаже в компьютерных сетях в Министерстве иностранных дел Финляндии, который был ориентирован на трафик данных между Финляндией и Европейским Союзом, и, как полагают, продолжался в течение четырёх лет. Он был обнаружен весной 2013 года,  финская полиция безопасности (SUPO) расследует нарушения.
Кризис с беженцами на российско-финской границе в 2015 году, когда беженцы вдруг стали массово пересекать границу двух стран на велосипедах и старых автомобилях, показался финским властям, по словам официального представителя финского правительства Маркку Мантила, спланированной операцией: «Люди, появившиеся на двух пограничных постах, до этого в течение нескольких лет жили в России. Внезапно от них потребовали покинуть страну. Их депортировали, и они приехали в Финляндию», — рассказал он. 
Границу для мигрантов вновь закрыли после того, как в 2016 году в Россию с официальным визитом приехал президент Финляндии. Он жаловался на возросшие миграционные потоки и просил взять границу под контроль. «Миграционный кризис на русско-финской границе был разрешён в течение 48 часов — и для этого было достаточно всего одного указа Владимира Путина», рассказал Мантила. «Если получится на 100 % доказать, что этот поток мигрантов на севере был организован российскими властями, это можно назвать шантажом», — сказал он.

### Российское военное вторжение на Украину
На фоне российского вторжения в Украину Финляндия проявила намерения вступить в НАТО, а также сократила энергетическую зависимость от Москвы. Заявка на вступление подана 18 мая 2022 года.
4 апреля 2023 года Финляндия официально вступила в НАТО. 1 мая 2023 года посольство РФ в Хельсинки отметило, что база некогда тесного и взаимовыгодного двустороннего сотрудничества между Россией и Финляндией практически полностью разрушена.
9 июня 2022 правительство Финляндии заявило, что планирует внести изменения в пограничное законодательство, чтобы разрешить строительство заграждений на восточной границе с Россией. Поправки позволят строить заграждения, такие как заборы, а также новые дороги, чтобы облегчить патрулирование границы на финской стороне.
16 августа министр иностранных дел Финляндии Пекка Хаависто сообщил, что с сентября 2022 финские власти вдвое уменьшат ежесуточное число заявок на визы всех типов, принимаемых от россиян: с 1000 до 500, Финляндия также поддерживает приостановку действия соглашения об упрощении визового режима с Россией.
23 сентября министр иностранных дел Пекка Хаависто заявил, что Финляндия запрещает въезд для россиян по шенгенским визам из любой страны: «Это национальное решение может включать новое законодательство, которое будет принято очень быстро. Финляндия также не хочет быть страной транзита для шенгенских виз, выданных другими странами». Также будет отменен облегчённый порядок получения виз для владельцев недвижимости из России.
6 декабря 2022 года, в День независимости Финляндии, в Хельсинки прошло ряд демонстраций от организаций различных политических ориентаций, среди которых было шествие «612»; участники шествия публично сожгли российский флаг «как символ оккупации». МИД РФ осудила действия участников шествия, а позже в Москве неустановленные лица закидали кувалдами посольство Финляндии в РФ, тем самым намекая на зверскую расправу вагнеровцами со своим бывшим наёмником.
С 30 ноября 2023 года Финляндия полностью закрыла границу с Россией из-за резкого роста потока беженцев с Ближнего Востока и Африки через российскую границу.